# Theos Kyrios
Theos Kyrios (řecky : Θεὸς Κύριος, „Bůh je Pán“ nebo „Pán je Bůh“) je žalmová odpověď (v západní církvi je obdobou responsorium) zpívaná při začátku bohoslužby hodinek jitřní (v rámci liturgie hodin) v byzantském ritu. Je užívána v Pravoslaví a řeckokatolickými církvemi. Vychází především ze žalmu 118. (podle číslování Septuaginty se jedná o žalm 117), a refrénu složeného z veršů 27a a 26a.
Theos Kyrios následuje po Velké ektenii (litanii) a předchází apolytikionu (troparu dne) a je zpíván v tónu daného týdne. Zatímco Typikon (kniha rubrik) předepisuje, že verše má zpívat kanonarcha stojící ve středu hlavní lodi, v byzantské (řecké) praxi verše zpívá (přednáší) žalmista (čtec). V běžné praxi slovanských pravoslavných církví je zpívá jáhen (diákon) stojící před ikonou Krista na ikonostasu, pokud není diákon přítomen, verše běžně čte kněz.

## Text a užití
Text je následující:
Kanonarcha: [Tónem troparu:] Bůh je Pán a zjevil se nám. Požehnaný, který (jenž) přichází ve jménu Páně.
Verš 1: Oslavujte Hospodina, neboť je dobrý, neboť jeho milosrdenství je věčné. (Ž 117:1; Řecká praxe, Ž 104,1: Ó děkuj Hospodinu a vzývej Jeho svaté jméno.)
Sbor: Bůh je Pán a zjevil se nám. Požehnaný, který přichází ve jménu Páně.
Kanonarcha (verš 2): Obklopili mě a jménem Páně jsem je zahnal. (Ža 117:11)
Sbor: Bůh je Pán a zjevil se nám. Požehnaný, který přichází ve jménu Páně.
Kanonarcha (verš 3): Nezemřu, ale budu žít a budu vyprávět o dílech Páně. (Ža 117:17)
Sbor: Bůh je Pán a zjevil se nám. Požehnaný, který přichází ve jménu Páně.
Kanonarcha (verš 4): Kámen, který stavitelé zavrhli, se stal kvádrem nárožním. Hospodinovým řízením se tak stalo, je to podivuhodné v našich očích. (Žalm 117:22)
Sbor: Bůh je Pán a zjevil se nám. Požehnaný, který přichází ve jménu Páně.
Poté začne sbor zpívat tropar dne a příslušný Theotokion .
Ve všední dny během Velkého půstu (Svaté čtyřicátnice) je hymnus Theos Kyrios nahrazen Alleluia. Na některých místech k této záměně dochází také v určité všední dny během menších postních období: půst před narozením Páně (Filipovka), Uspenský půst k příležitosti svátku Zesnutí Bohorodice a Petro-pavlovský půst. 
K této záměně také dochází v kterýkoli den, kdy se rozpis bohoslužeb řídí postním formátem, a proto se tyto dny označují jako „dny s aleluja“. Ve dnech s Allelua jáhen normálně neslouží, takže verše obvykle zpívá kněz (podle Typikonu kanonarcha).
O vzpomínkových sobotách se po celý rok zpívá jiné Aleluja. Většina z nich se vyskytuje o sobotách během Velkého půstu, ale existuje i několik dalších v průběhu roku. Toto aleluja se vždy zpívá v osmém tónu (řecky: čtvrtý plagalový tón), i když může být zpíváno na zvláštní pohřební melodii.